# デフォッガー

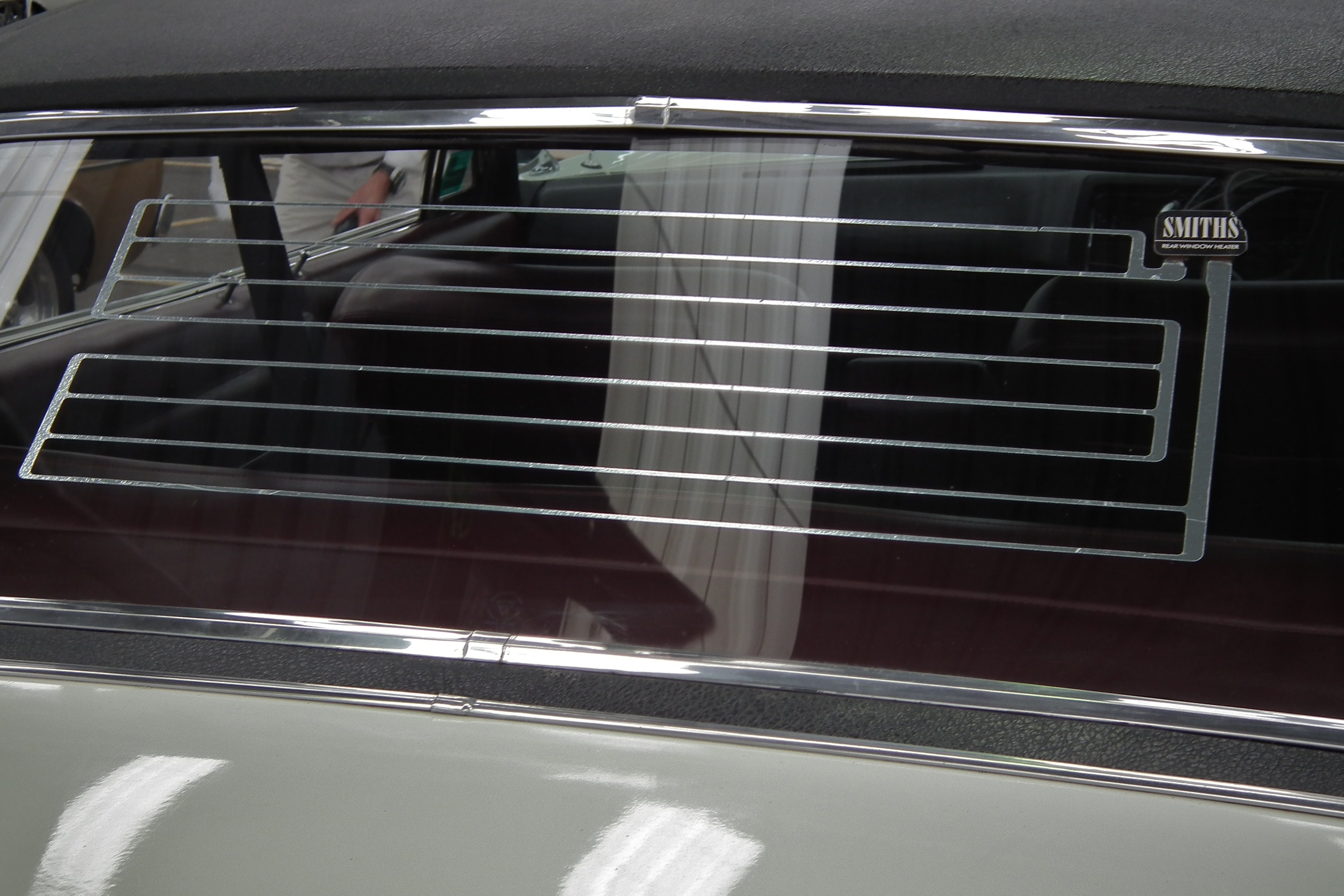
リアウィンドウ熱線デフォッガー（ダッジ）

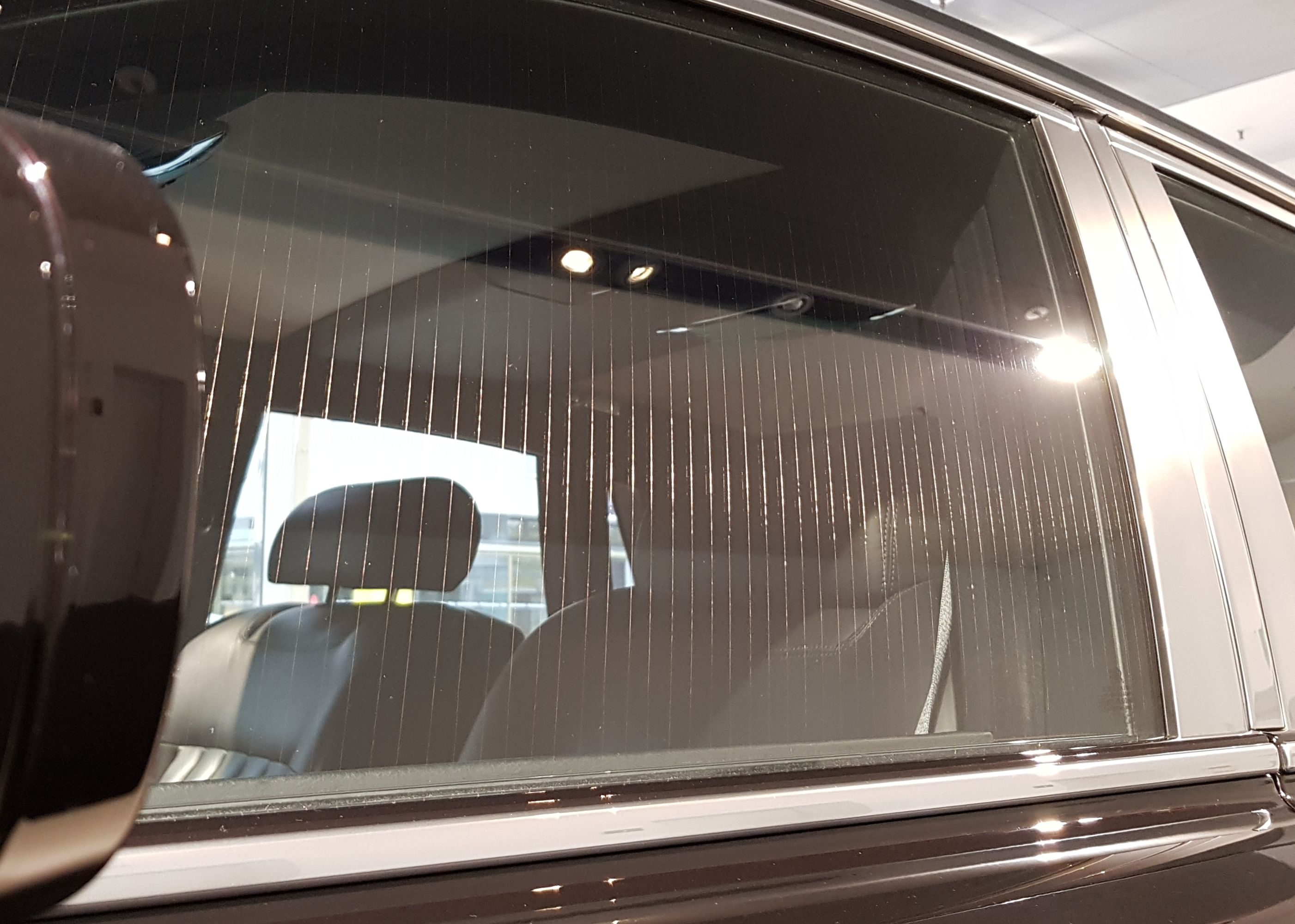
高級車のサイドウィンドウ熱線デフォッガー（ロールス・ロイス）

デフォッガー (Defogger) とは、自動車においてガラスの結露や凍結を取り除くための装備である。デフロスター (Defroster) と呼ばれることもある。

## 概要
デフォッガーには大きく分けてカーエアコンの除湿・温風機能を利用して結露を取り除くものと、電熱線を用いて結露を取り除く熱線デフォッガーに大別される。前者は主にフロントウインドウやサイドウインドウに用いられ、後者はリアウインドウやサイドミラーに用いられることが一般的である。
雨天や梅雨時期など高温多湿の時期に発生した曇りはカーエアコンの冷房機能を利用して除去することが一般的であるが、コンプレッサーの故障などにより冷房機能が利用できない場合には曇り取りが行えなくなる。自動車にクーラーが装備されていなかった時代には、ベンチレーターなどの外気導入を活用して車の内外の湿度差を無くすことで曇りの発生を抑えることや、雑巾などで曇りを拭き取る作業が行われたが、今日の高速・複雑化した日本の自動車環境においてはクーラー機能の故障は快適性の喪失以上に、その車両の安全な運行を実現する上で大きなマイナス要因となりうる。
寒冷地に置いては霜などによる窓の凍結を除去するためにカーエアコンの暖房機能を用いることが一般的であり、熱線デフォッガーも特別に出力が強化されたデフロスターとされた寒冷地仕様が販売されることも多い。

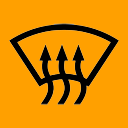
フロントデフォッガーのマーク
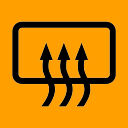
リアデフォッガーのマーク